# Панамський перешийок

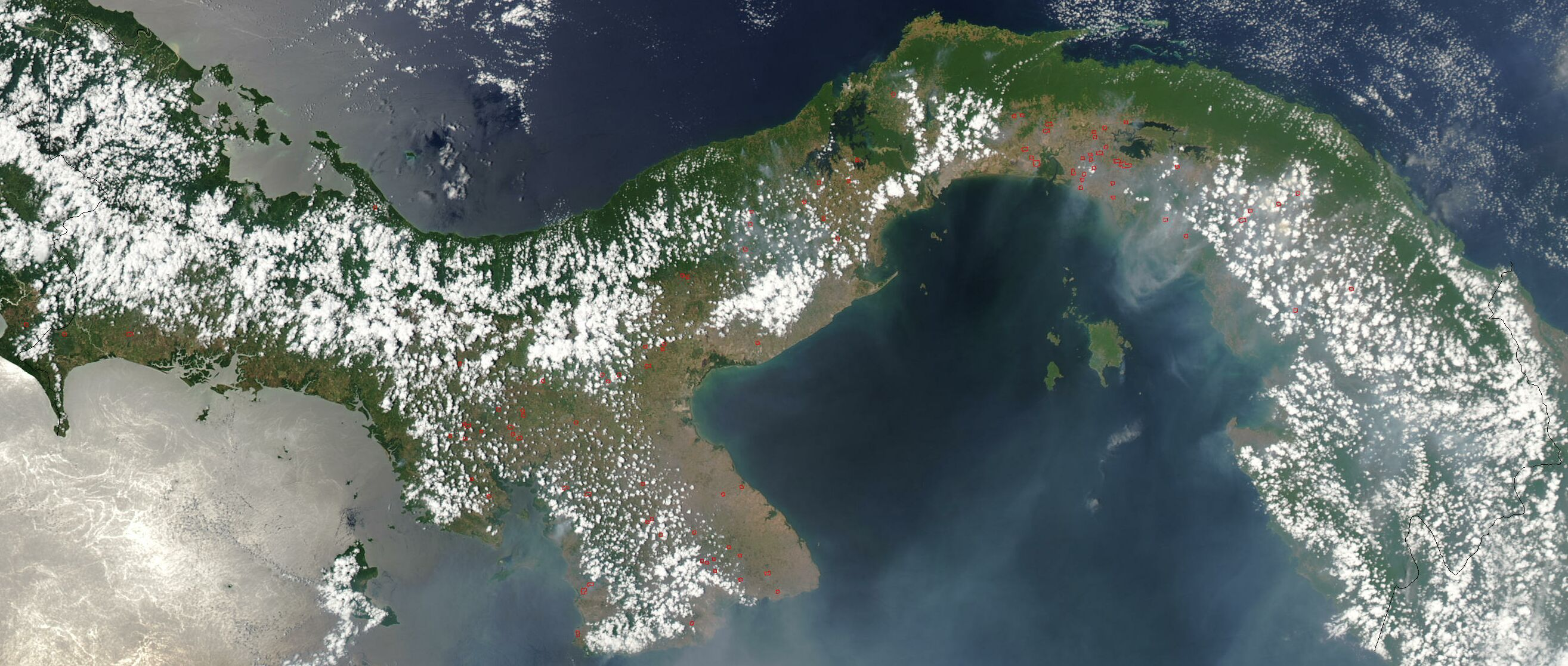
Супутниковий знімок

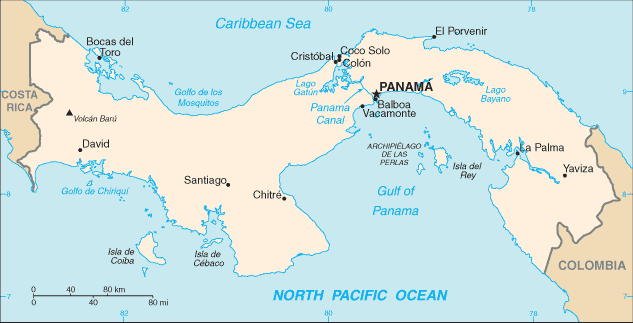
Панамський перешийок на мапі Панами

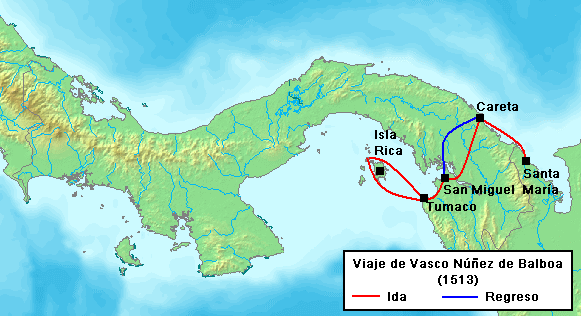
Маршрут подорожі Нуньєса де Бальбоа до південного моря, 1513

Пана́мський переши́йок (ісп. Istmo de Panamá) — перешийок, що поєднує Північну та Південну Америки. З півночі він омивається Карибським морем (Атлантичний океан), з півдня — Тихим океаном. Перешийок сформувався близько трьох мільйонів років тому протягом пліоценової епохи. Як і низка інших перешийків, має велике стратегічне значення.

## Статус і роль
Панамський перешийок офіційно належить державі Панама. Завдяки вигідним географічним умовам його було використано для спорудження Панамського каналу, який був необхідним для судноплавного сполученням між Атлантичним і Тихим океанами. Канал, що скорочує морську подорож між східними і західними узбережжями Америки більш ніж удвічі, побудували між 1906 і 1914 роками.
Панамський перешийок зображений на гербі Панами.

## Історія
Васко Нуньєс де Бальбоа чув про Південне море від корінного населення під час плавання уздовж Карибського узбережжя. 25 вересня 1513 р. він побачив Тихий океан.
Срібло та золото із Перу надходило землею через перешийок до Порто Бело, де іспанські кораблі переправляли їх до Севільї (Кадис від 1707 р.).
Lionel Wafer провів чотири роки між 1680 та 1684 рр. серед індіанців Куна.
Шотландія намагалася започаткувати поселення у 1698 р. відповідно до Дар'єнського проєкту.
Фердинанд де Лессепс — людина, що стояла за спорудженням Суецького каналу, почав кампанію Панамського каналу у 1880 р., однак збанкрутів у 1889 р. зі скандалом.
У 1902—1904 Сполучені Штати змусили Колумбію надати незалежність Департаменту перешийка і купили активи PCC, які залишалися, та у 1914 р. завершили будівництво.
| Панама | Це незавершена стаття з географії Панами. Ви можете допомогти проєкту, виправивши або дописавши її. |